# Morph (album)
Morph is het derde album van het Nederlandse muzikaal-absurdistische cabaretduo Yentl en de Boer uit 2018.
Het studioalbum bestaat uit 13 nummers die afkomstig zijn uit de voorstellingen Magie en Yentl en de Boer in Concert en is uitgebracht op 9 november 2018. Nick & Simon, met wie het duo eerder het nummer Rome opnam, zijn te horen in het nummer Kaas, een vierstemmige ode aan dit zuivelproduct.

## Nummers
1. Stop de tijd - 04:02
2. Spijkertje - 02:12
3. Meemaken of niet - 04:00
4. Hogwarts - 04:13
5. De slechte raadgever - 03:18
6. Zo origineel - 02:52
7. Plan B - 02:52
8. Komodovaraan - 02:33
9. Zitten in de trein - 03:47
10. Moordlied - 06:11
11. Leeg hart - 04:55
12. Kaas (feat. Nick & Simon) - 04:08
13. Morph - 06:02

## Singles
- Zitten in de trein
- Meemaken of niet